# Leucoconius
Leucoconius was een monotypisch geslacht van schimmels behorend tot de familie Gyroporaceae. Het bevatte alleen Leucoconius cyanescens, maar doordat deze is heringedeeld naar het geslacht Gyroporus is het geslacht nu leeg.